# والتر هیوستون
والتر تامس هیوستون (انگلیسی: Walter Thomas Huston؛ زاده ۵ آوریل ۱۸۸۳ - درگذشته ۷ آوریل ۱۹۵۰) بازیگر و خواننده اهل ایالات متحده که متولد کانادا بود. وی بین سال‌های ۱۹۲۴ تا ۱۹۵۰ میلادی فعالیت می‌کرد.

## دوره حرفه‌ای

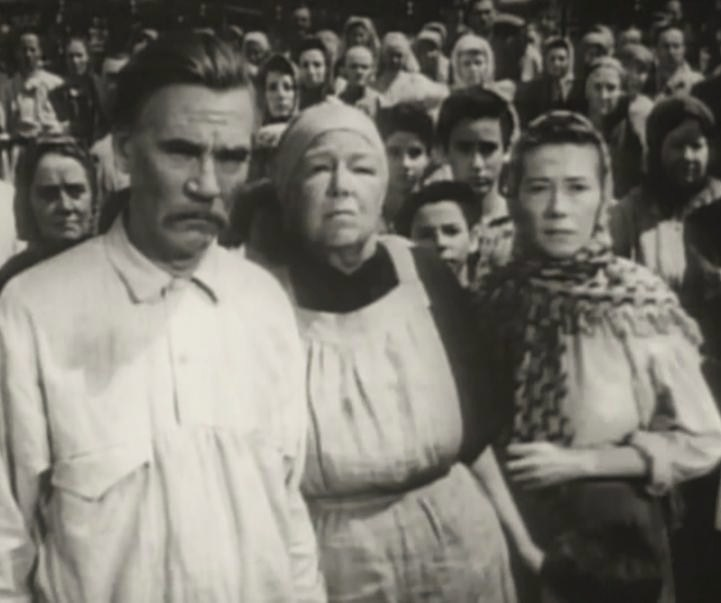
والتر هیوستون در فیلم ستاره قطبی

هیوستون در دههٔ ۳۰ و ۴۰ در سینما و تئاتر بسیار پرکار بود. (در این دوره او یکی از برجسته‌ترین بازیگران سینمای آمریکا بود).
در سال ۱۹۴۸ او در فیلم گنج‌های سیرا مادره ساخته پسرش جان هیوستون نقش هاواراد پیرمرد پرحرف و شیرین زبان را ایفا نمود. این فیلم براساس رمانی نوشته بی. تراون داستان سه مرد در دههٔ ۱۹۲۰ در کشور مکزیک (پس از انقلاب) را روایت می‌کند که به جستجوی طلا می پردازند. والتر هیوستن برای این فیلم توانست جوایز اسکار نقش مکمل مرد و گلدن گلوب را از آن خود کند. پسرش جان نیز برای این فیلم جایزه اسکار بهترین کارگردانی را از آن خود کرد و برای اولین بار در تاریخ جوایز اسکار پدر و پسری در یک مراسم جایزه اسکار دریافت نمودند.
آخرین فیلم وی فیوری ها (۱۹۵۰) ساخته آنتونی مان یک وسترن روانشناسانه است که وی نقش صاحب مزرعه‌ای را بازی می‌کند. در این فیلم باربارا استانویک ستاره بزرگ سینمای کلاسیک نقش دخترش را ایفا نمود.

## مرگ
والتر هیوستون دو روز پس از تولد ۶۷ سالگی اش بر اثر آنوریسم شاهرگ در هالیوود درگذشت. پس از آن جسدش را سوزاندند و خاکسترش را در بلمونت مموریال پارک فرسنو کالیفرنیا به خاک سپردند. او ستاره‌ای در پیاده رو شهرت هالیوود در قطعه شماره ۶۶۲۶ هالیوود بلوار دارد.

## جوایز
- جایزه اسکار بهترین بازیگر نقش مکمل مرد (۱۹۴۸)
- جایزه گلدن گلوب بهترین بازیگر نقش مکمل مرد در ششمین دوره(۱۹۴۸)
- جایزه حلقه منتقدان فیلم نیویورک برای بهترین بازیگر نقش اول مرد (۱۹۳۷)
- نامزد جایزه اسکار بهترین بازیگر نقش اول مرد (۱۹۳۶)

## فیلم‌شناسی
- آبراهام لینکلن (۱۹۳۰)
- مرد بد (۱۹۳۰)
- باران (۱۹۳۲)
- گابریل برفراز کاخ سفید (۱۹۳۳)
- دادزوورث (۱۹۳۶)
- شیطان و دانیل وبستر (۱۹۴۱)
- شاهین مالت (۱۹۴۱)
- مرداب (۱۹۴۱)
- احمق آمریکایی خوش‌تیپ (۱۹۴۲)
- لبه تاریکی (۱۹۴۳)
- عملیات در مسکو (۱۹۴۳)
- ۷ دسامبر (۱۹۴۳)
- یاغی (۱۹۴۳)
- ستاره قطبی (۱۹۴۳)
- سپس هیچ‌کدام باقی نماندند (۱۹۴۵)
- دوئل زیر آفتاب (۱۹۴۶)
- گنج‌های سیرا مادره (۱۹۴۸)
- الهه‌های انتقام (۱۹۵۰)

## نگارخانه

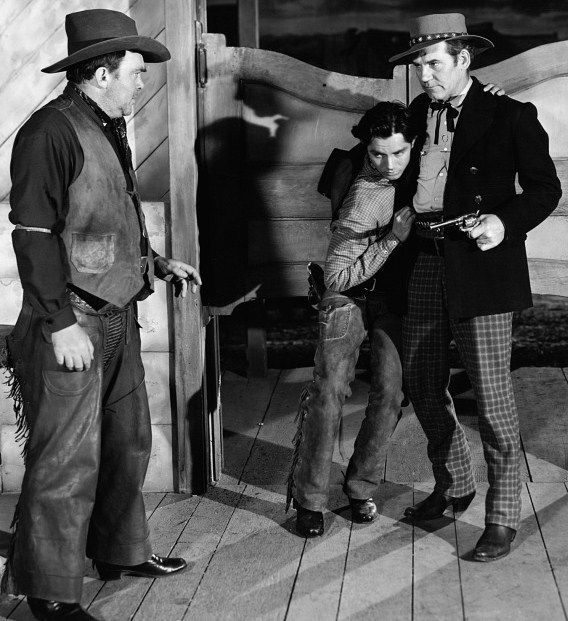
هیوستون سمت راست (یاغی)
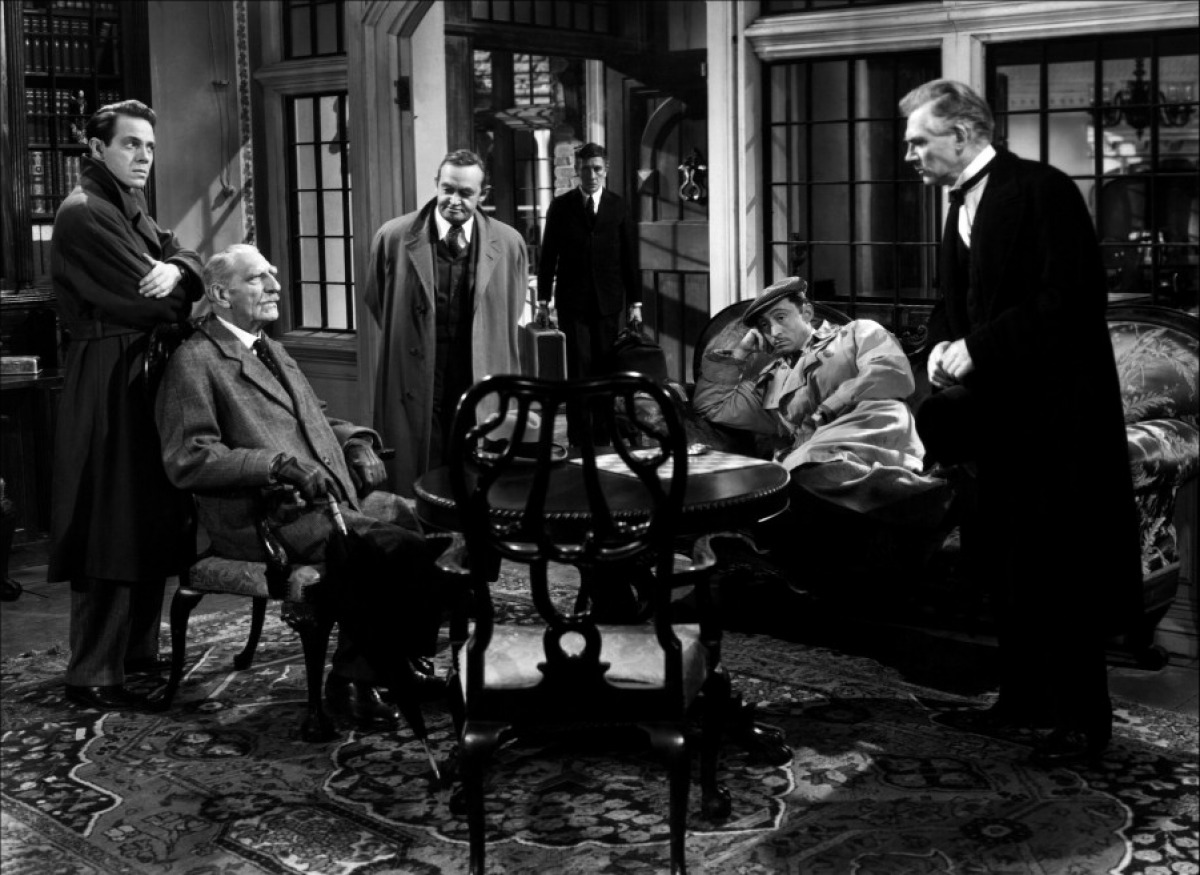
هیوستون سمت راست (سپس هیچ‌کدام باقی نماندند)